# Jungo Kono
Jungo Kono (河野 淳吾 Kono Jungo?), född 9 juli 1982 i Kanagawa prefektur, är en japansk före detta fotbollsspelare.
Kono började sin karriär 2001 i Sanfrecce Hiroshima. 2003 flyttade han till Yokohama FC. Efter Yokohama FC spelade han för Mito HollyHock och Tokushima Vortis. Han avslutade karriären 2008.